# Südasiatischer Sprachbund

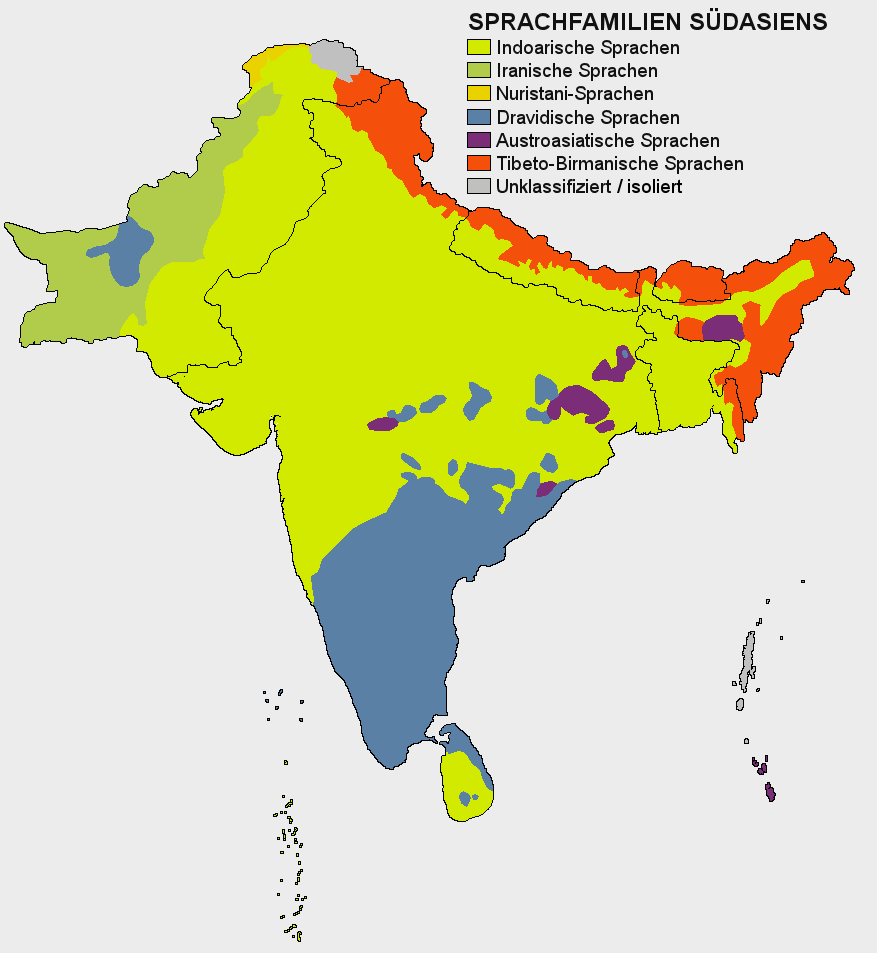
Die Sprachfamilien Südasiens

Der südasiatische Sprachbund ist ein Sprachbund, der den gesamten indischen Subkontinent umfasst.

## Geschichtliche Gegebenheiten
Der indische Subkontinent wird von verschiedenen Völkern bewohnt, die seit unterschiedlich langer Zeit dort ansässig sind. Aussagen über historische Wanderungsbewegungen sind teilweise spekulativ, aber es lassen sich einige sichere Feststellungen treffen.
Die indoeuropäischen Indoarier wanderten ab ca. 1700 v. Chr. in mehreren Schüben von Nordwesten her nach Nordindien ein und weiteten ihr Siedlungsgebiet langsam nach Osten und Süden hin aus. Sie trafen unter anderem auf die dravidischen Völker, die vermutlich aus Zentralasien eingewandert waren. Vor den Draviden hatten bereits Völker dort gelebt, über deren ethnische Zugehörigkeit und Sprachen sich kaum Angaben machen lassen. Reste dieser Urbevölkerung glaubt man in diversen „primitiven“ Stämmen zu sehen, die über ganz Indien verteilt abseits der hinduistischen Kultur lebten und leben; viele dieser Stämme sind seit langem assimiliert und in den dravidischen und indoarischen Bevölkerungen aufgegangen. Dieser Assimilationsprozess setzt sich bis heute fort. Schon seit der Zeit der Einwanderung der Draviden siedeln in Südasien auch Völker, die austroasiatische Sprachen sprechen, genauer gesagt deren westlichen Zweig der Munda-Sprachen. Diese sind heute auf Sprachinseln im Norden und Nordosten Indiens beschränkt, doch man geht von einer früher wesentlich weiteren Verbreitung aus. Die vierte in Südasien vertretene Sprachfamilie ist das Sino-Tibetische im äußeren Norden und Nordosten, dessen Sprecher vermutlich zuletzt auf den Subkontinent kamen. Das isolierte – also mit keiner anderen Sprache genetisch verwandte – Burushaski wird in einigen Tälern des Hindukusch (Hunza- und Yasin-Tal) gesprochen.
Die anderen Völker wurden von den Indoariern im Laufe der Zeit zunehmend überlagert, so dass sich etwa rein dravidische Völker bzw. Sprachen heute bis auf einige Sprachinseln im Norden nur im südlichen Teil Indiens finden und mundasprachige Gruppen nur in unzugänglichen Bergregionen.

## Faktoren bei der Entstehung
Die konkreten Vorgänge bei der Sprachbundentstehung entziehen sich mit Ausnahme direkter Wortentlehnungen einer Betrachtung. Man kann sagen, dass zur Konvergenz der indischen Sprachen vor allem beigetragen haben:
- Substrateinflüsse der Sprache(n) der indischen Urbevölkerung
- Sub- und Superstrateinflüsse durch
  - das enge Zusammenleben verschiedener Völker in unmittelbarer Nachbarschaft (häufig innerhalb einzelner Staaten)
  - regionale Ausbreitungs- und Wanderungsbewegungen einzelner Volksgruppen.

## Die Sprachen Südasiens
Es folgt eine Liste der wichtigsten auf dem indischen Subkontinent gesprochenen Sprachen; diese unterteilen sich meist noch in mehrere teils sehr verschiedene Dialekte. Neben den in der Liste aufgeführten gibt es noch diverse andere Sprachen mit manchmal nur einigen Hundert Sprechern.
- Indoarisch
  - Indisch
    - Hindi/Urdu (Nord- und Zentralindien, Pakistan)
    - Assamesisch (Nordostindien)
    - Bengalisch (Ostindien, Bangladesch)
    - Gujarati (Westindien)
    - Marathi (West-Südwestindien)
    - Oriya (Ost-Südostindien)
    - Panjabi (Nordwestindien, Ostpakistan)
    - Sindhi (Westindien)
    - Nepali (Nepal)
    - Kashmiri (Kaschmir)
    - Sinhala (Sri Lanka)

  - Dardisch
    - Shina (Kashmir)
- Dravidisch
  - Süddravidisch
    - Tamil (Südindien, Sri Lanka)
    - Malayalam (Südwestindien)
    - Kannada (Südindien)

  - Süd-Zentraldravidisch
    - Telugu (Südostindien)

  - Zentraldravidisch
    - Kolami

  - Norddravidisch
    - Brahui (Pakistan)
- Munda
  - Santali (östl. Zentralindien)
  - Kharia (östl. Zentralindien)
- Tibeto-Birmanisch
  - Tibetisch (äußerstes Nordindien, Nepal, Tibet)
  - Birmanisch (Myanmar)
  - Newari (Nepal)
- Isolierte Sprachen
  - Burushaski (Kashmir)

### Status des Sinhala
Sinhala ist die (durch ihre jahrtausendelange Isolation von den übrigen indoarischen Sprachen und geographische Nähe zum Dravidischen) in ihrer Struktur am stärksten vom (Süd-)Dravidischen beeinflusste indoarische Sprache; darum ist Sinhala eines der besten Beispiele für die Konvergenz verschiedener, noch dazu genetisch nicht verwandter, Sprachen; deshalb werden im Folgenden häufig Beispiele aus dem Sinhala angeführt.

## Gemeinsame Eigenschaften

### Wortschatz
Die starke Interaktion der südasiatischen Sprachen wird schon durch das relativ große Vokabular erwiesen, das auch nicht verwandte Sprachen gemeinsam haben, wobei Entlehnungen in alle Richtungen stattgefunden haben. Die Verwandtschaftsbezeichnungen sind wohl das wichtigste Beispiel (so das Wort für „Mutter“ – Tamil, Sinhala, Hindi usw. ammā); es gibt noch viele weitere Begriffe wie zum Beispiel Sanskrit siṃha „Löwe“, das dem übrigen Indoeuropäischen fremd ist, im Dravidischen auch existiert und vermutlich austro-asiatischen Ursprungs ist. Diese engen Beziehungen zwischen den Sprachen bzw. ihren Sprechern müssen schon sehr lange bestanden haben, da z. B. siṃha schon im Rigveda zu finden ist (~1500 v. Chr.) und einwandfrei dravidische Wörter wie nīra „Wasser“ (Tamil nīr) schon im Mahābhārata (vor der Zeitenwende) vorkommen.

### Retroflexe
Die hervorstechendste gemeinsame Eigenschaft ist die Existenz retroflexer Konsonanten, die mit zurückgerollter Zungenspitze artikuliert werden und im Kontrast zu dentalen Konsonanten stehen. Diese Laute existieren weder in den meisten außerindischen indoeuropäischen Sprachen noch im Austroasiatischen, sind aber für das Dravidische bis in die frühesten Sprachstufen zu rekonstruieren. Es liegt also der Schluss nahe, dass hier eine dravidische Beeinflussung der Sprachen der anderen Familien stattgefunden hat, was auch durch die Vermutung zu stützen ist, dass die Retroflexe mittels dravidischer Lehnwörter im Sanskrit Phonemstatus erlangten.
Einige Linguisten sind der Meinung, dass es sich um eine interne Entwicklung der indoarischen Sprachen gehandelt habe und führen für die Möglichkeit dieser Entwicklung das Beispiel des Sizilianischen an, das /t/ vor /r/ zu /ṭ/ entwickelt hat; diese Entwicklung in der Nähe des /r/ ist auch im Indoarischen typisch, aber auch in der frühen Sprache kommen Retroflexe nicht nur in /r/-Umgebung vor.
Alternativ zu der Auffassung, die Retroflexe seien aus dem Dravidischen übernommen, ist anzumerken, dass für die Zeit vor 1000 v. Chr. in weiten Teilen des Subkontinents noch mit Völkern zu rechnen ist, die keiner der uns heute vorliegenden Sprachfamilien angehörten; es ist möglich, dass das Substrat dieser Sprachen die Quelle der Retroflexe war und möglicherweise sowohl direkt als auch auf dem Umweg über das Dravidische Einfluss auf das Indoarische und das Austroasiatische hatte.

### Partizipialkonstruktionen
Südasiatische Sprachen benutzen häufig bestimmte nonfinite Verbalformen, um Sätze neben- und unterzuordnen; diese Wörter werden Verbalpartizipien (oft auch „Absolutiva“ oder „Gerundiven“) genannt.
Hier ein Beispiel, wie Beiordnungen (in europäischen Sprachen mit einem „und“ verwirklicht) in südasiatischen Sprachen aber durch Verbindungspartizipien ausgedrückt werden.
Deutsch: Geh ins Geschäft und bring Eier mit.
Französisch: Va au magasin et apporte des oeufs.
Tamil: kaḍaikku pōyi muṭṭaikal koṇḍuvā. (Geschäft+Dativ gegangen (seiend) Eier bring)
Hindi: dukān jākar aṇḍe lānā. (Geschäft gegangen (seiend) Eier bring)

### Explikative Verbkomposita
Diese Komposita sind den oben beschriebenen Partizipialkonstruktionen strukturell ähnlich, nur dass die finite Verbform hier nicht das Hauptverb ist, sondern zur näheren Bestimmung eines Bedeutungsaspekts des voranstehenden Partizips dient: Das semantische Zentrum des Satzes liegt bei der Partizipialkonstruktion auf der zweiten Verbform, bei den explikativen Komposita auf der ersten. Die so ausgedrückten Bedeutungsaspekte beziehen sich oft auf Direktionalität, haben aber häufig auch andere Konnotationen wie Abgeschlossenheit des Vorgangs oder Einstellung des Subjekts zu ihm, Plötzlichkeit oder Heftigkeit. Es folgen einige Beispiele.
Hindi:
le jānā (genommen-habend gehen) „(weg)bringen“
likh denā (geschrieben-habend geben) „für jmdn. schreiben“
gir paṛnā (gefallen-seiend liegen) „herunterfallen“
Sinhala:
gena enavā (genommen-habend kommen) „holen“
kiyalā denavā (gesagt-habend geben) „erklären“
vatura bīlā märenavā (Wasser getrunken-habend sterben) „ertrinken“
Tamil:
konḍu varu (genommen-habend kommen) „holen“
kāli caccu (gebrannt-habend sterben) „(zu Tode) verbrennen“
Diese charakteristische Ausdrucksweise steht, wie an den Übersetzungen gut zu erkennen ist, der in europäischen Sprachen verbreiteten Kennzeichnung des Bedeutungsaspekts durch Präfixe und Umschreibungen bzw. ihrer Nichtkennzeichnung entgegen.

### Wortstellung im Satz
Was die Syntax angeht, gehören die Sprachen der Region zu denen mit mehr oder weniger ausgeprägter linksverzweigender Konstruktion (left-branching). Der Gegensatz zu den tendenziell rechtsverzweigenden europäischen Sprachen ist daran zu erkennen, dass z. B. im Deutschen Nebensätze meist nach dem Hauptsatz stehen (also „rechts“ des Hauptsatzes), wogegen derartige attributive Ausdrücke im Sinhala aber vor ihm („links“ des Hauptsatzes): „Ich gehe nicht (hin), weil es regnet“ / „Es regnet wegen ich gehe nicht“ (vahinavā hindā mama yannē nä). Die dravidischen Sprachen und das Sinhala sind in ihrer Linksverzweigtheit am konsequentesten, während die nordindischen Sprachen Ausnahmen von dieser Struktur erlauben.
Die im Folgenden dargestellten Charakteristika der südasiatischen Sprachen entsprechen allesamt der linksverzweigenden Struktur.

#### Satzbau
Der Satzbau folgt der Reihe Subjekt-Objekt-Prädikat:
Hindi: mujhko patr likhie (mir Brief schreibe) „Schreibe mir einen Brief.“
Sinhala: kamalā mal kaḍanavā (Kamala Blumen pflückt) „Kamala pflückt Blumen.“
Telugu: kamalā pūlu kōstunnadi (ibd.) „Kamala pflückt Blumen.“
Santali: ac’ren golame kolkedea  (seinen Diener schickte) „Er schickte seinen Diener.“

#### Adpositionen
Postpositionen überwiegen gegenüber Präpositionen:
Hindi: ghar ke pīchhe (Haus-von hinter) „hinter dem Haus“
Sinhala: horek vāgē (Dieb-ein wie) „wie ein Dieb“
Malayalam: muri-yil (Raum-in) „im Raum“
Santali: oṛak’re (Haus-in) „zu Hause/im Haus“

#### Attribute des Substantivs
Nähere Bestimmungen wie Adjektive, Genitive, Demonstrativa und Zahlwörter stehen vor den Substantiven:
Hindi:
andherī rāt „finstere Nacht“
rām kā bhāī „Rams Bruder“
do ghaṇṭe „zwei Stunden“
Telugu:
kāntārāv kōpam „Kantaraos Zorn“
ī niḷḷu „dieses Wasser“
Malayalam:
nalla hōṭṭal „gutes Hotel“
nālpatu kuḻi „40 Löcher“
Santali:
nui hoṛ  „dieser Mann“
bar poesa „zwei Stücke“

#### Komparation
Hier haben die südasiatischen Sprachen eine Struktur, in der zuerst das Substantiv steht, danach der Komparationsmarker und dann das Adjektiv:
Hindi: is se acchā (diesem von [=als] gut) „besser als dieses“
Tamil: avaṉ eṉṉai viḍa periyavaṉ (er mich „als“ der-Große) „Er ist größer als ich.“

### Morphologische Kausativa
Morphologische Kausativa als Ausdruck einer Valenzveränderung liegen im heutigen Deutschen noch vor z. B. in „sitzen“ [Valenz „0“] – „(etwas/jmdn.) setzen“ [„1“], „trinken“ [„1“] – „tränken“ [„2“]; heute sind nur die periphrastischen Kausativa produktiv: „schlagen“ – „schlagen lassen“ etc.
In Südasien sind morphologische Valenzveränderungen üblich, wofür Suffixe, Stammvokalveränderung oder Konsonantenveränderung genutzt werden:
Hindi:
bannā „(gemacht) werden“ – banānā „machen“ – banvānā „machen lassen“
dikhnā „zu sehen sein“ – dekhnā „sehen“ – dikhānā „zeigen (wtl. sehen lassen)“
Sinhala:
märenavā „sterben“ – maranavā „schlagen, töten“ – maravanavā „schlagen/töten lassen“
Tamil:
ōṭu „rennen“ – ōṭṭu „rennen lassen, jagen“
Santali:
jutok „recht haben“ – jut „berichtigen“

### Dativsubjekte
Bei Handlungen, die nicht aktiv vom Subjekt kontrolliert werden, steht das Subjekt im Dativ. Auch das Fehlen des Verbs „haben“ fällt darunter:
Hindi:
mujhe bukhār hai (mir Fieber ist) „Ich habe Fieber.“
mujhe jaldī hai (mir Eile ist) „Ich bin in Eile.“
mujhe apnē gā̃v kī yād ātī hai (mir mein Dorf-von Erinnerung kommt) „Ich vermisse mein Dorf.“
Sinhala:
maṭa mēka hitenavā (mir dieses denkt) „Mir fällt dies ein.“
eyāṭa päni rasa dänenavā (ihm süß Geschmack empfindet) „Er schmeckt die Süße.“
Tamil:
eṉakku tamiḻ puriyum (mir Tamil versteht) „Ich verstehe Tamil.“
Diese Art, Zustände mit einem logischen Subjekt im Dativ auszudrücken, ist vom soziolinguistischen Standpunkt aus Ursache oder Folge, wahrscheinlich beides, einer größeren Bewusstheit der Sprecher darüber, was unter ihrer willentlichen Kontrolle steht und was nicht.

### Anreden und Personenbezeichnungen
Die Nutzung verschiedener Mittel zur Kennzeichnung des Status des angesprochenen Lebewesens und dessen, über das gesprochen wird, ist nicht nur sehr ausgeprägt, sondern meist regelhaft festgelegt. 

#### Anrede
Hindi:
tū „du (intim)“, tum „du (familiär)“, āp „Sie (höflich)“
Sinhala (nur eine Auswahl):
tō „du (pejorativ)“, umba „du (intim oder pejorativ)“, tamusē „du (pejorativ)“, oyā „du/Sie (gleichgestellt)“, oba „Sie (höflich)“, tamunnānsē „Sie (respektvoll)“, oba vahansē „Ihr (Anrede für Mönche)“

#### Suffixe
Hindi:
jī ~ „ehrwürdig“ (wie in ammā jī „verehrte Mutter“)
Sinhala:
varayā „ehrwürdig“ (wie in guru varayā „Lehrer“), tumā „ehrwürdig“ (wie in mantrī tumā „Minister“)
Malayalam:
tiru (ehrerbietendes Präfix)

#### Suffix +Pluralis Majestatis
Sinhala:
budun vahansē „Buddha (Pluralform + Honorificum)“

#### Imperative
Hindi:
jā „geh (intim)“, jānā „geh (intim bis familiär)“, jāo „geh (familiär)“, jāie „gehen Sie (höflich)“, jāega „gehen Sie (formell)“
Sinhala:
balanna „sehen Sie (gleichgestellt)“, balanavā „sieh (Befehl)“, balapan „sieh (intim oder peiorativ)“

#### Pronomina
Hindi:
Pronomen vah (vo) steht beim Sprechen über Gleich- oder Höhergestellte meist im Plural (ve)
Sinhala:
ohu „er (hochsprachlich-höflich)“, eyā „er/sie (umgangssprachlich-neutral)“, ū „es (für Tiere oder beleidigend/intim für Menschen)“
Außerdem gibt es Fälle, in denen im Zusammenhang mit ehrwürdigen Personen wie Mönchen oder Adligen ein gesondertes Vokabular benutzt wird (siehe Honorificum), wie Sinhala vatura „Wasser“, pän „Wasser (das ein Mönch trinkt)“ oder kanavā „essen“, anubhava karanavā „essen (Hochgestellte)“, valandanavā „essen (Mönche)“.
Diese ausgeprägte Differenzierung ist wahrscheinlich auf die durch Kasten stark gegliederte Gesellschaft zurückzuführen oder von dieser zumindest begünstigt worden.

### Diglossie
In Südasien ist Diglossie – in verschiedenen Ausprägungen – weit verbreitet, was ebenfalls als Konvergenzerscheinung gewertet werden kann.
Im Hindi beispielsweise steht der von zahlreichen persisch-arabischen, aber auch englischen Lehnwörtern und -konstruktionen durchsetzten Umgangssprache die sanskritisierte Hochsprache gegenüber: Die Situation eines Hindi-Muttersprachlers, der in den meisten Fällen sowohl die Umgangssprache als auch die Schriftsprache fließend spricht, lässt sich in etwa mit der eines Sprechers eines deutschen Dialekts vergleichen, der sowohl Dialekt als auch die Hochsprache beherrscht (z. B. Höchstalemannisch und Standarddeutsch). Ein Beispiel für unterschiedlichen Wortschatz der Umgangs- und der Schriftsprache im Hindi ist das Wort für „Telefonzelle“, umgangsspr. pablik ṭelīfon (englisch), schriftspr. sārvajanik dūrbhāṣ sak („Allmenschen-weitsprech-Mittel“).
Während das moderne überregionale Hindi („Hoch-Hindi“) ein Konstrukt der Moderne ist, sind Tamil und Sinhala Literatursprachen, die eine jahrhundertelang gewachsene Tradition besitzen. Im Sinhala gibt es sogar drei Sprachvarietäten: 
- die Umgangssprache
- die Literatursprache, die sich einer archaischen komplexen Grammatik bedient (z. B. Kongruenz zwischen Subjekt und Verb) und der Bevölkerungsmehrheit nicht gänzlich verständlich ist
- die jüngere Hochsprache („gemäßigte Literatursprache“), die einen gehobenen Wortschatz benutzt und einige grammatische Eigenheiten (z. B. Nebensätze, Subjekt-Verb-Kongruenz) der Literatursprache bewahrt, aber insgesamt der Umgangssprache näher steht

### Reduplikationen
In Südasien gibt es verschiedene Arten der Reduplikation, die verschiedene grammatische (z. B. Kausativ-, Reflexivbildung) und/oder semantische Funktionen (z. B. Ausdrücken von Iterativität, Intensität usw.), haben können.
- morphologische Reduplikation, z. B. Santali zur Wurzel dāl „schlagen“ dā-dāl „heftig schlagen“, Sinhala zum Verb balanavā „sehen“ bala balā „sehend (Partizip zum Ausdruck der Gleichzeitigkeit)“

- lexikalische Reduplikation, z. B. Hindi saṛak saṛak (Straßen Straßen) „nur Straßen“, baiṭhe baiṭhe (sitzend sitzend) „beim Sitzen“; Sinhala vena vena dēval (andere andere Dinge) „viele verschiedene Dinge“

- phonologische Reduplikation, z. B. Hindi kām vām (eigtl. Arbeit links) „Arbeit und derartige Aktivitäten“

- semantische Reduplikation, z. B. Hindi dhan daulat (Reichtum [skt.] Reichtum [pers.]) „Reichtum“

Solche Reduplikationen sind im Munda am stärksten ausgeprägt. Es wird daher vermutet, dass die Munda-Sprachen seit jeher Reduplikation als Flexions- und Wortbildungsmittel benutzen; die indoarischen und dravidischen Sprachen, die sie in früheren Sprachstufen nur in begrenztem Umfang nutzten, scheinen ihre Verwendung durch den engen Kontakt mit Munda ausgeweitet zu haben. Es ist wahrscheinlich, dass im Indoarischen mit der mittelindischen Periode (ab 500 v. Chr.) der Rückgang von Ausdrucksmöglichkeiten aufgrund der Verarmung der Flexion die verstärkte Nutzung der Reduplikation für diese Zwecke begünstigt hat.

### Nonverbale Kommunikation
Der südasiatische Raum zeichnet sich durch seinen Bewohnern gemeinsame Verhaltensweisen, Gesten und Gesichtsausdrücke aus, die im Umgang mit Europäern oft auch zu Missverständnissen oder Heiterkeit führen.
- /Zustimmung/: seitliches Wackeln des Kopfes um eine horizontale Achse von der Nase zum Hinterkopf

- /Aufforderung zum Näherkommen/: Handrücken nach oben, dabei schnelles Bewegen der Finger oder der ganzen Hand auf den eigenen Körper zu

- /Erwecken von Aufmerksamkeit/: lautes Händeklatschen oder „Ziepen“ mit dem Mund (Lufteinzug durch die zusammengepressten Lippen zur Erzeugung eines quietschenden Geräusches)

- /Hunger/: Zusammenbringen des Daumens und der Finger der rechten Hand und Bewegung zum Mund

- /Durst/: Ballen der rechten Hand zur Faust unter Herausstrecken des Daumens, der zum Mund geführt wird

- /Bitte/: Kopf zur Seite geneigt und Handinnenflächen vor der Brust zusammengeführt oder Daumen und Zeigefinger wie zum Halten eines sehr kleinen Gegenstands zusammengeführt

- /Zählen/: „1“ ausgestreckter Zeigefinger, „2“ plus Mittelfinger usw., „5“ Daumen und die vier Finger zusammengeführt

- /Kampf/: beide Hände zu Fäusten geballt vor der Brust, dabei sind die Zeigefinger eingehakt und es findet eine schnelle, heftig ziehende Rechts-links-Bewegung statt

Diese Gemeinsamkeiten in der nonverbalen Kommunikation sind nicht im eigentlichen Sinn Charakteristika eines Sprachbunds, aber gute Indizien für die enge soziale Interaktion, die die Bewohner des weiträumigen Südasien haben und hatten, und sie helfen bei der Diagnose der relativen kulturellen Abgegrenztheit der Region von anderen benachbarten Regionen.